# Ален Рене
Ален Рене (фр. Alain Resnais; Ван, 3. јун 1922 — Париз, 1. март 2014) био је француски филмски редитељ и сценариста чија је каријера трајала више од шест деценија. Након школовања за филмског монтажера средином 1940-их, наставио је да режира низ кратких филмова, укључујући Ноћ и магла (1956), утицајни документарац о нацистичким концентрационим логорима.

## Биографија
Рене је почео да снима игране филмове касних 1950-их и учврстио своју рану репутацију са Хирошима, љубави моја (1959), Прошле године у Маријенбаду (1961) и Мјуријел (1963), од којих су сви усвојили неконвенционалне наративне технике за суочавање са темама проблематичног памћења и замишљене прошлости. Ови филмови су били савремени и повезани са француским новим таласом, иако Рене себе није сматрао у потпуности делом тог покрета. Имао је ближе везе са групом аутора и филмских стваралаца „Леве обале” који су делили приврженост модернизму и интересовање за левичарску политику. Такође је успоставио редовну праксу рада на својим филмовима у сарадњи са писцима који раније нису били повезани са биоскопом као што су Жан Кајрол, Маргерит Дирас, Ален Роб-Грије, Хорхе Семпрун и Жак Стернберг.
У каснијим филмовима, Рене се удаљио од отворено политичких тема неких претходних дела и развио своја интересовања за интеракцију између биоскопа и других културних облика, укључујући позориште, музику и стрипове. То је довело до маштовитих адаптација драма Алана Ејкборна, Анрија Бернштајна и Жана Ануја, као и филмова у којима се појављују различите врсте популарних песама.
Његови филмови често истражују однос између свести, памћења и маште, а био је познат по осмишљавању иновативних формалних структура за своје наративе. Током своје каријере освојио је многе награде са међународних филмских фестивала и академија.